# Phelsuma mutabilis
Phelsuma mutabilis is een hagedis die behoort tot de gekko's. Het is een van de soorten madagaskardaggekko's uit het geslacht Phelsuma.

## Naam en indeling
De wetenschappelijke naam van de soort werd voor het eerst voorgesteld door Alfred Grandidier in 1869. Oorspronkelijk werd de wetenschappelijke naam Platydactylus mutabilis gebruikt.
De soortaanduiding mutabilis betekent vrij vertaald 'veranderlijk' en slaat op het vermogen om van kleur te veranderen.

## Uiterlijke kenmerken
Phelsuma mutabilis bereikt een kopromplengte tot 5 centimeter en een totale lichaamslengte inclusief staart van ongeveer 7,5 tot 10 cm. Mannetjes en vrouwtjes worden ongeveer even groot. De hagedis heeft een grijze kleur en heeft een duidelijke tekening maar geen strepen. Van het neusgat door het oog tot in de nek is een donkere streep aanwezig. Het aantal schubbenrijen op het midden van het lichaam bedraagt 91 tot 98.

## Verspreiding

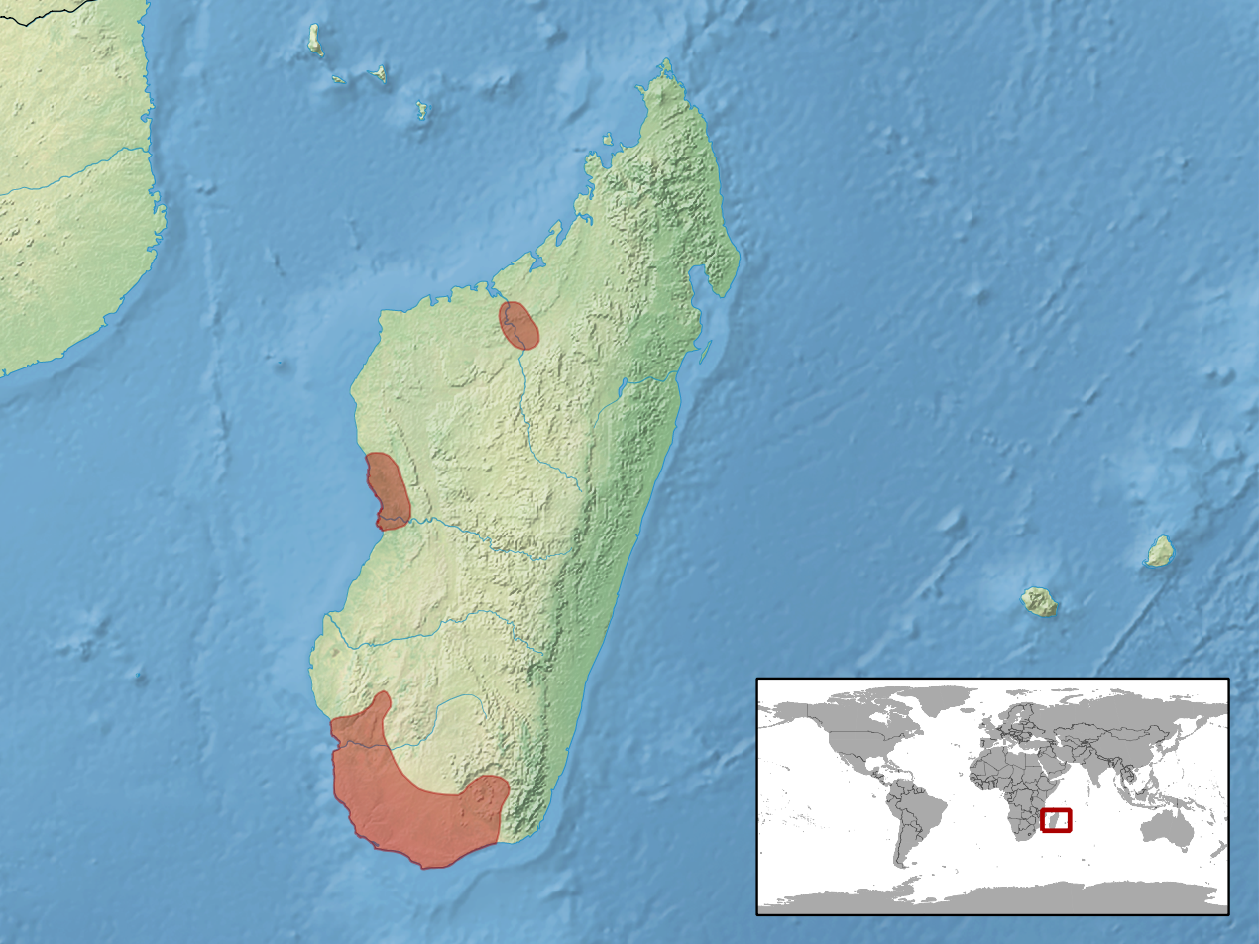
Verspreidingsgebied binnen Madagaskar in het rood.

Phelsuma mutabilis komt voor in delen van Afrika en leeftendemisch in het westen van het eiland Madagaskar. De habitat bestaat uit droge tropische en subtropische bossen, droge tropische en subtropische scrublands en droge savannen. Ook in door de mens aangepaste streken zoals stedelijke gebieden kan de hagedis worden gevonden. De soort is aangetroffen tot op een hoogte van ongeveer 1000 meter boven zeeniveau.

## Beschermingsstatus
Door de internationale natuurbeschermingsorganisatie IUCN is de beschermingsstatus 'veilig' toegewezen (Least Concern of LC).